# 선거위원회
선거위원회(選擧委員會, 영어: election commission) 또는 선거관리위원회(選擧管理委員會)는 선거와 국민투표의 공정한 관리, 정당 및 정치 자금에 관한 사무를 처리하기 위하여 설치된 국가기관이다.

## 목록
- 대한민국 중앙선거관리위원회
- 일본 선거관리위원회
- 미국 선거관리위원회
- 중화민국 중앙선거위원회
- 홍콩 선거위원회

## 같이 보기
- 선거인단